# Kostki Małe-Gościniec
Kostki Małe-Gościniec – część wsi Kostki Małe w Polsce, położona w województwie świętokrzyskim, w powiecie buskim, w gminie Busko-Zdrój.
W latach 1975–1998 Kostki Małe-Gościniec administracyjnie należały do województwa kieleckiego.